# Guimarânia
Guimarânia é um município brasileiro do estado de Minas Gerais. Os naturais ou residentes de Guimarânia são chamados de guimaranienses. Em 2022, o Instituto Brasileiro de Geografia e Estatística recenseou a população em 8 478 habitantes.

## História
Guimarânia, antigo distrito criado em 1938 e subordinado ao município de Patos (hoje Patos de Minas), foi elevado à categoria de município pela Lei Estadual nº 2764, de 30 de dezembro de 1962.

## Geografia
Guimarânia faz parte da unidade federativa de Minas Gerais, mesorregião do Triângulo Mineiro/Alto Paranaíba e microrregião de Patos de Minas. A microrregião de Patos de Minas é formada pelas cidades de Patos de Minas, Guimarânia, Lagoa Formosa, Carmo do Paranaíba, Tiros, Arapuá, Rio Paranaíba, Matutina, São Gotardo e Santa Rosa da Serra.
Municípios vizinhos a cidade de Guimarânia: Ao Sul - Cruzeiro da Fortaleza; a Oeste - Patrocínio; ao Norte - Coromandel; a Leste - Patos de Minas. A cidade de Guimarânia está localizada próxima a São João da Serra Negra, distrito de Patrocínio - MG.
Algumas localidades rurais levam os seguintes nomes populares: Borges, Caixetas, Sapecado, Esteves, Papagaios, Marques, Cabiúna, Paraíso, Capoeirinha e Santa Fé.
Aspectos Físicos - O Município de Guimarânia possui uma área territorial de 371 km². Possui sua altitude máxima de 1.258 m no Morro das Pedras e altitude mínima de 830 m na foz do Rio Santana. A altitude no ponto central da cidade é de 915m.
O principal curso d'agua do município é o Rio Espírito Santo, um dos afluentes do Rio Paranaíba.
A temperatura média anual é de 20,7 C, com média máxima anual de 27,9 C e mínima máxima anual de 14,8 C. O índice médio pluviométrico está em 1.569,1 mm. A topografia do terreno está dividida em 30% de área plana, 60% ondulada e 10% de área montanhosa.

## Cultura e lazer
Em Guimarânia, o ano se inicia com as comemorações ao padroeiro da cidade, São Sebastião. Em março ocorre a Expô-Guima, a exposição agropecuária que comemora o aniversário da cidade. Em maio, acontece a Festa de N.S. de Fátima. No mês de setembro acontece a Festa de Carros de Bois. Para finalizar o ano, no mês de outubro, acontece a tradicional festa de N.S. do Rosário.[carece de fontes?]
A topografia local permite a prática de Mountain Bike. Um dos destinos dos praticantes é a Cachoeira dos Borges, que também é conhecida como Cachoeira do Buracão, localizada na divisa com Patrocínio. A cachoeira possui uma queda d'água de mais de 20m e um poço de lindas águas límpidas com profundidade de até 6m, propício para banho.

## Agropecuária
A produção vegetal é diversificada, incluindo produtores de soja, milho, sorgo, café, fumo de corda, hortaliças e citrus. Da mesma forma, a produção animal também é diversificada: leite, queijo, carne bovina, carne suína, mel, própolis verde, cavalos mangalarga marchador e muares.[carece de fontes?]
A empresa Agristar do Brasil, especializada em comercialização de sementes de hortaliças, possui uma unidade de pesquisa no município, a poucos quilometros da cidade, sentido Cruzeiro da Fortaleza. Lá, são realizados programas de melhoramento genético que visam a obtenção de novas variedades de cenoura, quiabo e tomates Santa Cruz e Saladete.

## Qualidade de vida
Segundo o IBGE, em 2010, o índice de desenvolvimento humano municipal (IDHM) foi calculado em 0,693. O produto interno bruto per capita (PIB per capita) foi calculado em R$ 34.665,24 no ano de 2020. A área urbanizada correspondia a 1,6 km² em 2019.